# Біоплівка

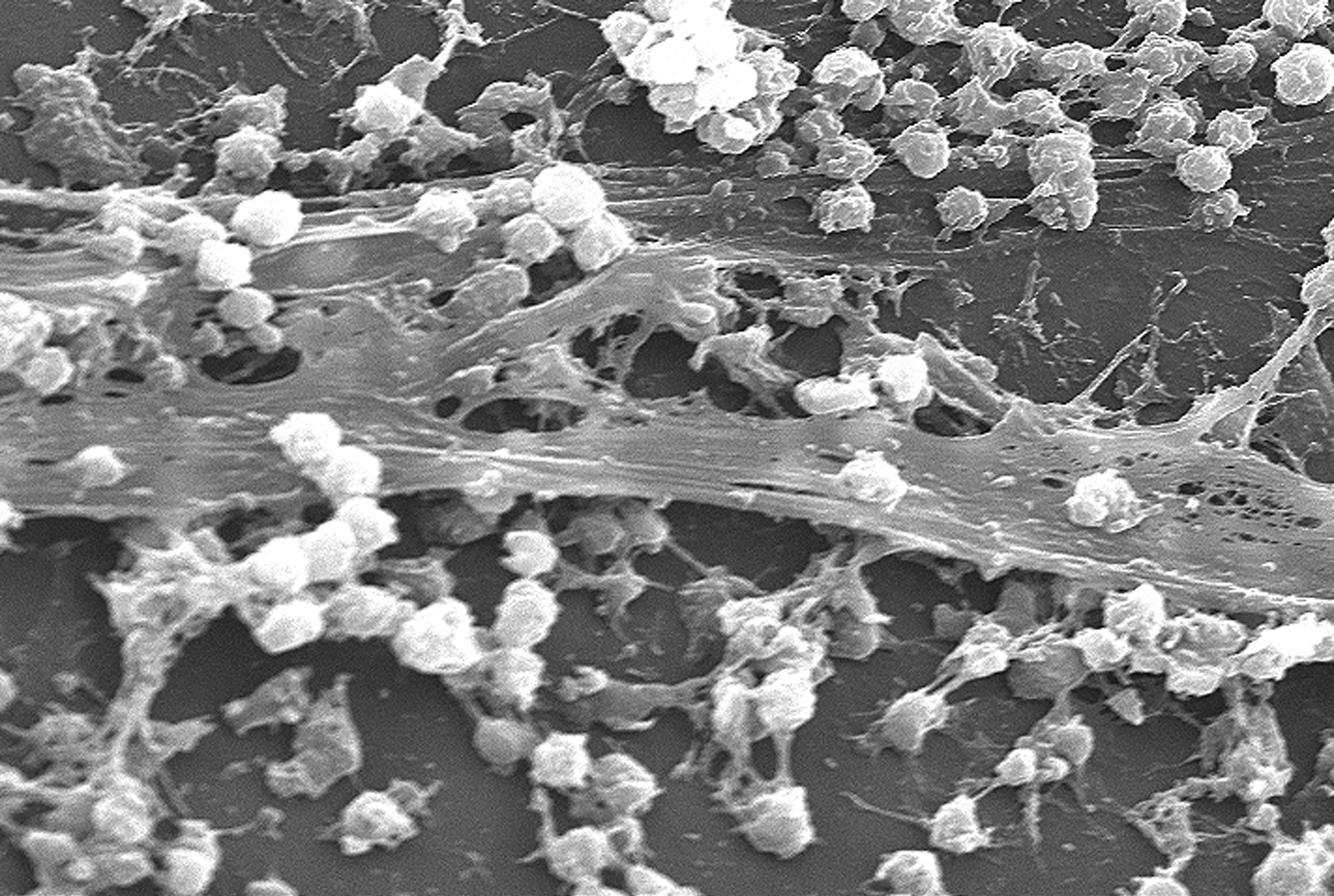
Staphylococcus aureus в складі біоплівки на поверхні катетера.

Біоплі́вка або біофі́льм — складний (найчастіше мультивидовий) шар мікроорганізмів, що характеризується виділенням позаклітинної матриці, яка утримує мікроорганізми разом, виконує захисні функції та допомагає прикріплятися до поверхонь. Біоплівки також звичайно характеризуються прикріпленням до твердої поверхні, структурною різнорідністю, значним генетичним різноманіттям, складними взаємодіями в межах угрупування і позаклітинною матрицею, складеною з полімерних речовин.
Одноклітинні організми загалом проявляють два чіткі типи поведінки. Перший — вільно плаваючі або планктонні форми, в яких окремі клітини плавають незалежно в деякому рідкому середовищі. Другий — прикріплений стан, при якому клітини щільно упаковані одна з одною і зазвичай прикріплені до твердої поверхні. Зміна в поведінці викликається багатьма чинниками, зокрема відчуттям кворуму, також як і іншими механізмами, які залежать від організму. Коли клітина змінює тип поведінки, вона проходить через зміни фенотипу, при якій багато генів підвищують або зменшують свою експресію.

## Утворення

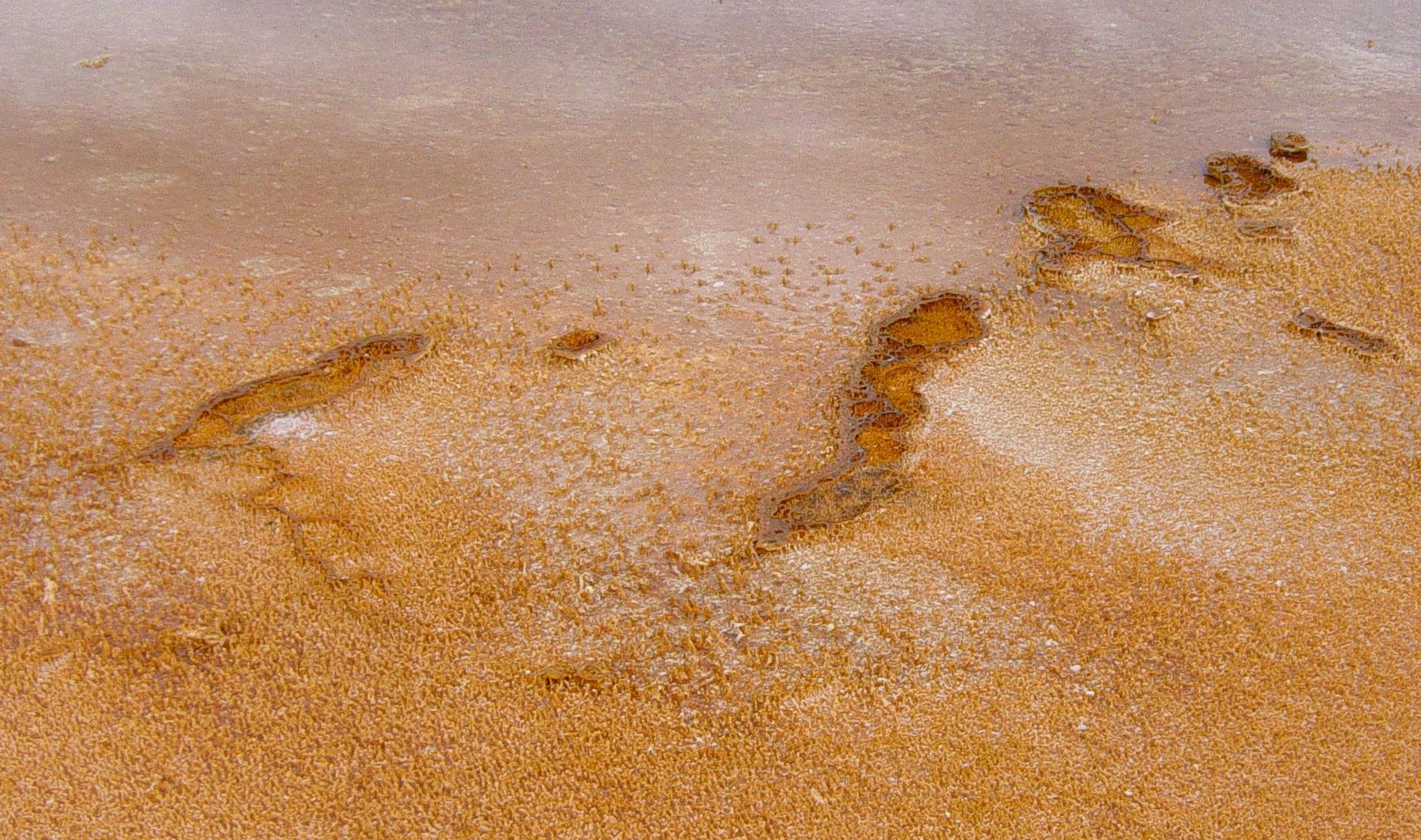
Біоплівка біля гарячих джерел в Єллоустоуні у формі рогожі

Утворення біоплівки починається з прикріплення вільно плаваючих мікроорганізмів до поверхні. Ці перші колоністи спочатку прикріпляються до поверхні через слабкі Ван-дер-Ваальсівські взаємодії. Багато мікроорганізмів прикріпляються міцніше за рахунок призначених для цього позаклітинних структур, наприклад, ворсинок (пилу).
Перші колоністи полегшують прибуття інших клітин, забезпечуючи різноманітніші міжклітинні взаємодії та починаючи будувати позаклітинну матрицю, яка тримає біоплівку разом. Деякі види не можуть прикріплятися до поверхні самостійно, але можуть прикріпитися до матриці або безпосередньо до раніших колоністів. Як тільки колонізація почалася, біоплівка росте через комбінацію ділення клітин та зовнішнього поповнення.

## Властивості
Біоплівки зазвичай знаходяться на твердій поверхні, затопленій водою або при вологих умовах, хоча вони також можуть формуватися як плаваючі рогожі на поверхні води. При наявності достатніх ресурсів для зростання, біоплівка швидко ростиме, становлячись макроскопічним. Біоплівка може містити багато різних видів мікроорганізмів, наприклад бактерій, архей, найпростіших і водоростей; кожна група, виконує специфічні метаболічні функції. Проте, деякі організми формують за певними умовами одновидові плівки.
Біоплівка тримається разом і захищається матрицею складеною з виділених полімерних сумішей, які називається позаклітинними полісахаридами (EPS, exopolysaccharide). Ця матриця захищає клітини в межах біоплівки й полегшує комунікацію серед них через біохімічні сигнали. Деякі біоплівки містять водні канали, що допомагають передачі сигналів та живильних речовин. Ця матриця достатньо міцна, так що за певними умовами біоплівка може стати скам'янілим.
Бактерії, що звичайно живуть в біоплівках, мають значно відмінні властивості від вільно плаваючих бактерій тих же видів, оскільки щільне і захищене оточення біоплівки дозволяє їм співпрацювати різними шляхами. Одна з вигід від цього оточення — збільшений опір (резистентність) детергентам і антибіотикам, оскільки щільна позаклітинна матриця і зовнішній шар клітин захищають внутрішні зони угрупування. У деяких випадках опір антибіотикам може бути збільшений у 1000 разів.